# Léon Givaudan
Léon Givaudan (* 12. Januar 1875 in Caluire; † 25. März 1936, vermutlich in Paris) war ein französischer Parfümeur und  Unternehmer. 

## Leben
Léon Givaudan kam am 12. Januar 1875 in Caluire als Sohn des Evariste André und der Marie Thérèse Aurore ebenfalls geborene Givaudan zur Welt. Er schloss zunächst ein Studium der Chemie an den Universitäten Lyon und Zürich ab. 1895 gründete er zusammen mit seinem Bruder Xavier in Zürich die Firma Givaudan. Dort stellte er in einem behelfsmässigen Labor ätherische Öle und synthetische Riechstoffe her.
1898 verpachtete ihm die Stadt Genf eine 6200 m² grosse Parzelle. Ein Jahr später wurde das Haus Givaudan in Vernier am Rhoneufer eröffnet, nahe der Usine de Chèvres, dem ersten grossen Wasserkraftwerk der Gegend. Sein Ziel war die Herstellung von Produkten, die eine optimale Geruchsreinheit auszeichnen sollte. Diese bestanden aus Benzyl- und Zimtalkohol sowie verschiedenen Acetaten.
Nachdem er 1914 zum französischen Militärdienst einberufen worden war, übernahm sein Bruder die Leitung der Firma Givaudan in Verney. Nach Kriegsende übersiedelte Léon Givaudan nach Paris, wo er am 25. März 1936 zwei Monate nach Vollendung seines 61. Lebensjahres verstarb.